# Břetislav Hodek
Břetislav Hodek (24. května 1924 Praha – 18. března 2007 Praha) byl český lexikograf, literární vědec, spisovatel a překladatel z angličtiny.
Patří k předním českým znalcům Williama Shakespeara a jeho doby. Podílel se na vzniku třísvazkového díla Alžbětinské divadlo (1978, 1980 a 1985). Přeložil celkem šestnáct Shakespearových divadelních her (např. Hamlet, Kupec benátský, Othello, Richard III., atd.). Jeho překlady Shakespearových děl byly opakovaně uváděny na scéně Národního divadla v Praze v režii Miroslava Macháčka a dalších. Spolu s PhDr. Karlem Haisem v Československé akademii věd sestavil Velký anglicko-český slovník, v současné době nejrozsáhlejší dílo tohoto druhu v České republice. Za své rozsáhlé celoživotní dílo nedostal během svého života žádné ocenění, naopak se stal středem pomluv a výsměchu. Byl aktivním katolíkem. Neztotožňoval se s vývojem Československa po únoru 1948.[zdroj⁠?!] Jeho lexikografické dílo Velký anglicko-český slovník (společně s PhDr. Haisem) je nakladatelstvím, které má autorská práva, posledních dvacet let uměle upozaďováno na úkor laicky kompilovaných a ve skutečnosti zcizených internetových zdrojů, jejichž autorem je Břetislav Hodek.[zdroj?]

## Život a dílo
Břetislav Hodek studoval v letech 1945 až 1950 angličtinu, hudební vědu a estetiku na Filozofické fakultě Univerzity Karlovy. Po ukončení studia působil jako redaktor v nakladatelstvích Vyšehrad a Artia. V letech 1967 až 1985 pracoval v Československé akademii věd.
Patří k předním českým znalcům Williama Shakespeara a jeho doby, je spoluautorem třísvazkové publikace Alžbětinské divadlo (1978, 1980, 1985), autorem odborné monografie William Shakespeare – Kronika hereckého života (1971) a beletrizovaného životopisu Příběh mladého Shakespeara (1999). Druhý díl životopisu nebyl dosud publikován. Zájem o Shakespeara se odrazil již v rané studii Na okraj Hamleta (1947) a v monografii Laurence Olivier (1966). Z tradic anglické detektivky vyšel v detektivních románech Kočka (1982), Kocouři (1985) a Případ dávno mrtvých kanonýrů (1987), teoreticky se problematikou tohoto žánru zabýval v eseji Vraždy na dobrou noc (1987). Je autorem rozhlasových her Konec milosrdného samaritána, Tvůrce hry, Němá smrt. Výsledkem dvaceti let jeho lexikografické práce je spoluautorský několikasvazkový Velký anglicko-český slovník. V rozsáhlé překladatelské činnosti se zaměřoval zejména na svou celoživotní lásku k dílu Williama Shakespeara (včetně titulků k televiznímu zpracování Shakespearových dramat v BBC) a dalších alžbětinských dramatiků (Ben Jonson, Francis Beaumont). Překládal i divadelní hry novějších autorů, zejména anglických (G. B. Shaw, Christopher Fry) či amerických. Jeho překlady divadelních her byly a jsou uváděny na scénách všech českých divadel. V roce 1969 navázal spolupráci s vynikajícím českým divadelním režisérem Miroslavem Macháčkem, která trvala až do Macháčkovy smrti. Režisér Jiří Menzel nastudoval v Hodkově překladu Shakespearův Sen noci svatojánské, který byl uveden Jihočeským divadlem na letní scéně s otáčivým hledištěm v areálu zámku v Českém Krumlově (premiéra 1. července 1994).

## Dílo

### Výběr překladů z angličtiny
1. Anonym: Arden z Fevershamu (Arden from Feversham; D, Praha, Dilia 1967)
2. Beaumont, Francis - Fletcher, John: Rytíř hořící paličky (The Knight of the Burning Pestle; D, Praha, Dilia 1969)
3. Burke, Jonathan: Hra na Barbaru (Echo of Barbara; R, Praha, Vyšehrad 1979, jako Michael Smutný)
4. Brooke, Arthur: Romeo a Julie (The Tragical History fo Romeus and Juliet; D Praha, 1975)
5. Congreve, William: Láska za lásku (Love for Love; D, Praha, Dilia 1963)
6. Cooney, Ray: Peklo v hotelu Westminster aneb Dva do jedné (Two into one; D, Praha, Dilia 1993)
7. Cooney, Ray: Dvouplošník v hotelu Westminster (Out of Order; D, Praha, Dilia, 1995, opakovaná představení na různých scénách českých divadel)
8. Cooney, Ray: Prachy! Prachy! (Funny Money!; D, premiéra Praha, Městská divadla pražská 199…)
9. Cooney, Ray: 1 + 1 = 3 (Jeden a jedna jsou tři) (Run For Your Wife; D, Praha, Dilia 1993)
10. Cooney, Ray: Rodina je základ státu (It Runs in the Family)
11. Cooney, Ray: Tři a tři je pět (Caught in the Net)
12. Fynn: Pane Bůh, tady Anna (Karmelitánské nakladatelství, 2000)
13. Fynn: Anna a její sešit (Karmelitánské nakladatelství, 2001)
14. Fynn: Anna a černý jezdec (Karmelitánské nakladatelství, 2001)
15. Fry, Christopher: Dáma není k pálení (The Lady's Not For Burning; D, Praha, Dilia 1964; premiéra Praha, Národní divadlo 1970)
16. Fry, Christopher: I v temnotě je světla dost (The Dark is the Light Enough; D, Praha, Dilia 1967)
17. Fry, Christopher: Velice hojný Fénix (A Phoenix Too Frequent; D, Praha, Dilia 1966)
18. Greene, Graham: Jádro věci (The Heart of the Matter; R, Praha, Lidová demokracie 1957; in: Jádro věci / Konec dobrodružství, Praha, Odeon 1986)
19. Greene, Graham: Revolver na prodej (A Gun for Sale; R, Praha, SNKLU 1965)
20. Greene, Graham: Suterén a jiné povídky (Twenty-one stories; VP, Praha, Lidová demokracie 1963, jako A. J. Zima)
21. Honan, Park: Shakespeare – Životopis (Shakespeare: A Life; R, Praha, Paseka 2005, 2011)
22. Chayevsky, Paddy: Velká šance (The Big Deal)
23. Innes, Michael: Hamlete, pomsta! (Hamlet, Revenge!; R, Praha, Orbis 1976)
24. Jonson, Benjamin: Alchymista (The Alchemist; D, Praha, Orbis 1956; Praha, Dilia 1956)
25. Jonson, Benjamin: Volpone, aneb lišák (Volpone; D; Praha, Dilia 1980)
26. Jonson, Benjamin: Bartolomějský jarmark (The Bartolomew Fair; D, Praha, Dilia 1980)
27. Jonson, Benjamin: Episcoene (Episcoene or the Silent Woman; D)
28. Kennedy, John Fitzgerald: Profily odvahy (Profiles in Courage; LF, Praha, Orbis 1968, + Milada Šimsová; Praha, Orbis 1969, + Milada Šimsová)
29. Lee, Laurie: Jablečné víno s Rozárkou (Cider with Rosie; D, in: Jablečné víno s Rozárkou, Praha, Odeon 1983)
30. Lee, Laurie: Psát vlastní životopis (I Can't Stay Long; D, in: Jablečné víno s Rozárkou, Praha, Odeon 1983)
31. Lee, Laurie: Španělské víno s houslemi (As I Walked Out One Midsummer Morning; D, in: Jablečné víno s Rozárkou, Praha, Odeon 1983)
32. Maugham, Somerset: Lady Frederika (Lady Frederick; D)
33. Middleton, Thomas a Rowley, William: Pitvora (The Changeling; D, Praha, Dilia 1985)
34. O'Casey, Sean Purpurový prach (The Purple Dust; D, Praha, Dilia 1950)
35. O'Neill, Eugene (Gladstone): Tak trochu básník (A Touch of the Poet; D, Praha, Dilia 1969)
36. Painter, William: Romeo a Giulietta (Romeo and Juliette; R, Praha, Supraphon 1983)
37. Shakespeare, William: Hamlet (Hamlet; D, premiéra Praha, Národní divadlo 1982)
38. Shakespeare, William: Jindřich V. (Henry V; D, premiéra Praha, Národní divadlo 1971
39. Shakespeare, William: Konec vše napraví (Alls Well that Ends Well; D, Praha, Dilia 1963; Praha, Dilia 1982)
40. Shakespeare, William: Kupec benátský (The merchant of Venice; D, Praha, Dilia 1978)
41. Shakespeare, William: Macbeth (Macbeth; D, Praha, Dilia 1993)
42. Shakespeare, William: Mnoho povyku pro nic (Much Ado About Nothing; D, Praha, Dilia 1966; Praha, Dilia 1970; premiéra Praha, Národní divadlo 1976)
43. Shakespeare, William: Oko za oko (Measure for Measure; D, Praha, Dilia 1987)
44. Shakespeare, William: Othello (Othello; D, Praha, Dilia 1971; premiéra Praha, Národní divadlo 1972)
45. Shakespeare, William: Perikles, kníže Tyrský (Pericles, Prince of Tyre; D, Praha, Dilia 1975)
46. Shakespeare, William: Richard III. (King Richard III.; D, Praha, Dilia 1972; in: Pět her, Praha, Odeon 1980)
47. Shakespeare, William: Romeo a Julie (Romeo and Juliet; D, Praha, Dilia 1980)
48. Shakespeare, William: Sen svatojánské noci (A Midsummer Nights Dream; D, Praha, Dilia 1994; premiéra České Budějovice - v přírodním divadle v Českém Krumlově 1996)
49. Shakespeare, William: Večer tříkrálový (Twelfth Night; D, Praha, Dilia 1970)
50. Shakespeare, William: Zimní pohádka (Winters Tale; D, in: Komedie I., Praha, Odeon 1988)
51. Shakespeare, William: Zkrocení zlé ženy (The Taming of the Shrew; D, Praha, Dilia 1975, premiéra České Budějovice)
52. Shakespeare, William: Sonety (The Sonnets; BB, 1976; Praha, Československý spisovatel 1976; Praha, Nadace Lyry Pragensis 1995)
53. Shakespeare a moderní divadlo (VE, Praha, Orbis 1964)
54. Shaw, George Bernard: O sobě (Sixteen Self Sketches; LF, Praha, Supraphon 1974)
55. Shaw, George Bernard: Živnost paní Warrenové (Mrs. Warrens profession; D, in: Divadelní moudrost G. B. Shawa, Praha, Mladá fronta 1979)
56. Shaw, George Bernard: Androkles a lev (Androcles and the Lion; D, Praha, Dilia 1974)
57. Shaw, George Bernard: Kateřina Veliká (Great Catherine; D, Praha, Dilia 1971)
58. Stewart, George R.: Bouře (Storm; Praha, K. Voleský 1946, + Hana Budínová, Věra Dědinová)
59. Stevenson, Robert Louis: Klub sebevrahů (The Suicide Club; N, in: Klub sebevrahů, Praha, Odeon 1977; in: Klub sebevrahů, Praha, Odeon 1981; in: Klub sebevrahů / Pavilon na písčinách, Praha, Slovart 1998)
60. Stevenson, Robert Louis: Pavilon na písčinách (The Pavilon on the Links; PP, in: Klub sebevrahů, Praha, Odeon 1977, in: Klub sebevrahů, Praha, Odeon 1981; in: Klub sebevrahů / Pavilon na písčinách, Praha, Slovart 1998)
61. Thackeray, William Makepeace: Kniha o snobech (The Book of Snobs; PP, in: Kniha o snobech od jednoho z nich, Praha, Vyšehrad 1951; in: Hoggartyovský diamant / Kniha o snobech a jiné prózy, Praha, Odeon 1974; jako Kniha o snobech od jednoho z nich, Praha, Lidové noviny 1996)
62. Ustinov, Peter: Láska čtyř plukovníků (The Love of Four Colonels; D, Praha, Dilia 1993)

### Lexikografické práce
Poznámka: Velký anglicko-český slovník je největší a nejúplnější anglicko-český slovník, zpracovaný ve 2. polovině 20. století v Ústavu jazyků a literatur Československé akademie věd. Obsahuje více než 100 000 hesel z obecného i odborného jazyka (přibližně 280 000 anglických slov) a na 450 000 českých ekvivalentů.
- HAIS, Karel; HODEK, Břetislav. Velký anglicko-český slovník. I., A–G. 1. vyd. Praha: Academia, 1984. 955 s.
- HAIS, Karel; HODEK, Břetislav. Velký anglicko-český slovník. II., H–R. 1. vyd. Praha: Academia, 1984. S. 965–1908.
- HAIS, Karel; HODEK, Břetislav. Velký anglicko-český slovník. III, S–Z. 1. vyd. Praha: Academia, 1985. S. 1925–2843.

- HAIS, Karel; HODEK, Břetislav. Velký anglicko-český slovník. I., A–E. 2., revid. vyd. Praha: Academia, 1991. 755 s. ISBN 80-200-0065-8.
- HAIS, Karel; HODEK, Břetislav. Velký anglicko-český slovník. II., F–M. 2., revid. vyd. Praha: Academia, 1992. 778 s. ISBN 80-200-0066-6.
- HAIS, Karel; HODEK, Břetislav. Velký anglicko-český slovník. III., N–S. 2., revid. vyd. Praha: Academia, 1992. 882 s. ISBN 80-200-0067-4.
- HAIS, Karel; HODEK, Břetislav. Velký anglicko-český slovník. IV., T–Z. 2., revid. vyd. Praha: Academia, 1993. 553 s. ISBN 80-200-0478-5. Soubor ISBN 80-200-0064-X.

- HAIS, Karel; HODEK, Břetislav. Velký anglicko-český slovník. I., A–M. V nakl. Leda 1. vyd., v nakl. Academia 3., přeprac. vyd. Voznice: Leda; Praha : Academia, 1997. 1504 s. ISBN 80-85927-35-7, ISBN 80-200-0673-7.
- HAIS, Karel; HODEK, Břetislav. Velký anglicko-český slovník. II., N–Z. V nakl. Leda 1. vyd., v nakl. Academia 3., přeprac. vyd. Voznice: Leda; Praha : Academia, 1997. S. 1511–2918. ISBN 80-85927-36-5, ISBN 80-200-0674-5. [Soubory: Academia ISBN 80-200-0632-X; Leda ISBN 80-85927-37-3; Leda, dotisk 2003, ISBN 80-7335-022-X.]

- HAIS, Karel; HODEK, Břetislav. Velký anglicko-český slovník [CD-ROM]. Voznice: Leda, ©1996. Edice Česká slovníková databáze.
- HAIS, Karel; HODEK, Břetislav. Velký anglicko-český (a česko-anglický) slovník [CD-ROM]. Voznice: Leda, 2002. Edice Leda – slovníková databáze. [Slovník obsahuje 281 000 anglických slov a sousloví a 454 000 českých ekvivalentů. Zahrnuje anglickou slovní zásobu periodického tisku, prózy, poezie, dramatu a populárně-naučné literatury. Důraz je položen na obtížnější složky slovní zásoby, jako je frazeologie, hovorový jazyk a slang, dále pak na odborný jazyk (terminologii).]
- HAIS, Karel; HODEK, Břetislav. Velký anglicko-český slovník. A–Ce [elektronický zdroj]. [Brno: Masarykova univerzita v Brně. Středisko pro pomoc studentům se specifickými nároky, 2004].
- HAIS, Karel; HODEK, Břetislav. Velký anglicko-český (a česko-anglický) slovník [CD-ROM]. Praha: Leda, 2005. 1 CD-ROM, uživatelská příručka.

- HAIS, Karel; HODEK, Břetislav. Praktický slovník anglicko-český a česko-anglický. 1. vyd. Voznice: Leda, 1996. 664 s. ISBN 80-85927-24-1. [Dotisk 1998, 1999, 2003.]
- HAIS, Karel; HODEK, Břetislav. Praktický slovník anglicko-český a česko-anglický. 2. vyd. Voznice: Leda, 2007. 664 s. ISBN 978-80-7335-086-4.
- HAIS, Karel; HODEK, Břetislav. Praktický slovník anglicko-český a česko-anglický s novými výrazy. 1. vyd. Praha: Leda, 2002. 664 s. [Praktické slovníky uváděny též pod obálkovým názvem Angličtina – čeština : praktický slovník, příp. Praktický slovník. Angličtina. Čeština.]

- HODEK, Břetislav a kol. Anglicko-český & česko-anglický studentský slovník. 1. vyd. Voznice: Leda, 2005. 656 s. Edice Alfa. ISBN 80-7335-060-2.

### Autorská tvorba, chronologicky
- HODEK, Břetislav. Na okraj Hamleta. Praha: Petr, 1947. Edice Svazky úvah a studií, č. 103.
- HODEK, Břetislav. Sv. Růženec : modlitby ke Královně Míru. Ilustr. Hana Blažková-Hrubešová. Praha: Vyšehrad, 1952. Edice Listy víry, Josef Beneš, sv. 8.
- FOERSTER, Josef Bohuslav. Suita ze Shakespeara, pro velký orchestr, op. 76 (komp. 1910). Předmluvu naps. Břetislav Hodek. Praha: SNKLHU, 1959. Edice Kapesní partitury, č. 136.
- SHAKESPEARE, William. Twelfth night, or, what you will. K vyd. připravil, úvodní pozn., komentář a slovníček naps. Břetislav Hodek. Praha: Stát. ped. nakl., 1960. 166 s., 71 s. příl. Edice cizojazyčné komentované četby.
- HODEK, Břetislav. Shakespeare a moderní divadlo. Z anglických esejů vybral a přeložil Břetislav Hodek. Praha: Orbis, 1964. 278 s.
- HODEK, Břetislav. Laurence Olivier. Praha: Orbis, 1966. Edice Proměny, sv. 19.
- HODEK, Břetislav. William Shakespeare : kronika hereckého života. Praha: Orbis, 1971. 290 s. Edice Proměny. Velká řada, sv. 6.
- HODEK, Břetislav. Kočka : případ starších pánů. Praha, Mladá fronta, 1982.
- HODEK, Břetislav. Hudba alžbětinské Anglie. In: Alžbětinské divadlo. Drama po Shakespearovi. [Uspoř. Alois Bejblík, Jaroslav Hornát a Milan Lukeš.] Praha: Odeon, 1985, s. 409–414.
- HODEK, Břetislav. Thomas Middleton a William Rowley. In: Alžbětinské divadlo. Drama po Shakespearovi. Praha: Odeon, 1985, s. 415–.
- HODEK, Břetislav. Kocouři : případ mladých žen. Praha, Mladá fronta, 1985. Edice Smaragd, sv. 106.
- HODEK, Břetislav. Případ dávno mrtvých kanonýrů : detektivní román. Praha: Mladá fronta, 1987. Edice Smaragd, sv. 112.
- HODEK, Břetislav. Vraždy na dobrou noc. Praha: Českosl. spis., 1989. Edice Puls, sv. 24.
- HODEK, Břetislav. Případ slušných lidí. [Detektivní román vycházející na pokračování v periodiku Lidová demokracie.] [1989][2].
- HODEK, Břetislav. Smutný monolog o překládáni Shakespeara. Praha: Lyra Pragensis, 1993. [Bibliofilie, sto číslovaných výtisků na běleném bezdřevém papíře.]
- HODEK, Břetislav. William Shakespeare : kronika hereckého života. 2. vyd. Praha: Naše vojsko, 1994. 261 s. ISBN 80-206-0482-0.
- HODEK, Břetislav. Smutný monolog o překládáni Shakespeara : příspěvek k shakespearovské besedě přednesený 30. října 1991 v Klubu čs. spisovatelů. Čeština doma a ve světě. 1996, roč. 4, č. 2, s. 108–110. ISSN 1210-9339.
- HODEK, Břetislav. Příběh mladého Shakespeara : románová mozaika. Praha: Evropský literární klub, 1999. ISBN 80-86316-00-9, ISBN 80-242-0042-2.

a další.

### Rozhlasové hry
- Konec milosrdného samaritána
- Tvůrce hry
- Němá smrt

### Jevištní hry – rukopisy
- Svědek (Jan Hus)
- Marie Stuartovna
- Jejich výsosti